# Nicola Manzari
Nicola Manzari (* 14. November 1908 in Bari; † 28. April 1991 in Rom) war ein italienischer Dramatiker, Drehbuchautor und Filmregisseur.

## Leben
Manzari war bereits einige Jahre als Bühnenautor erfolgreich, als er 1940 mit der Arbeit als Drehbuchschreiber begann; zunächst mit einer Arbeit nach eigener Komödie, Tutto per la donna. Bis Mitte der 1950er Jahre entstanden so zahlreiche, danach gelegentliche Werke von handwerklichem Geschick, jedoch klarer Konventionalität und regelmäßigem Publikumserfolg; ab den 1960er Jahren auch für das Fernsehen. 1942 und im Jahr darauf führte Manzari auch zweimal Regie. Auch für das Radio war er aktiv.

## Filmografie (Auswahl)

### Regie
- 1942: Una notte dopo l’opera
- 1943: Quarta pagina

### Drehbuch
- 1940: Tutto per la donna
- 1951: Frauen und Rebellen (Donne e briganti)
- 1953: Frine, Sklavin der Liebe (Frine, cortigiana d’Oriente)
- 1956: Die Sklavinnen von Karthago (Le schiave di Cartagine)
- 1956: Totò, Peppino und das leichte Mädchen (Totò, Peppino e… la malafemmina)
- 1970: Das Gesetz des Schweigens (E venne il giorno dei limoni neri)
- 1975: Auge um Auge (La città sconvolta: caccia spietata ai rapitori)